# Adenanthos cuneatus
Adenanthos cuneatus is een soort van struik uit de familie Proteaceae die afkomstig is van de zuidkust van West-Australië. De struik wordt tot 2 m hoog en breed, met wigvormige gelobde bladeren bedekt met fijn zilverachtig haar. De enkele rode bloemen zijn onbeduidend, en verschijnen het hele jaar, maar met name in het late voorjaar.